# Vredefort
Vredefort ist eine Stadt in der Lokalgemeinde Ngwathe, Distrikt Fezile Dabi der südafrikanischen Provinz Freistaat. 2011 hatte sie 1326 Einwohner; das benachbarte Township Mokwallo hatte 13.293 Einwohner. Vredefort liegt 126 Kilometer südlich von Johannesburg und 76 Kilometer nördlich von Kroonstad in 1456 Meter Höhe über dem Meeresspiegel und wurde 1876 gegründet.
Bekannt geworden ist die Stadt durch den Vredefort-Krater, einen der größten Meteoriteneinschlagkrater der Erde.

## Söhne und Töchter der Stadt
- Hendrik van den Bergh (1914–1997), ehemaliger Geheimdienstchef